# Sō Fujitani
Sō Fujitani (jap. 藤谷壮 Fujitani Sō; ur. 28 października 1997 w prefekturze Hyōgo) – japoński piłkarz występujący na pozycji obrońcy.

## Kariera piłkarska
Od 2015 roku występował w Vissel Kobe.